# Список газет Казахстану
У цей список включено провідні щоденні і щотижневі газети Казахстану.

## Державні республіканські й обласні газети
Державні республіканські й обласні газети, які існували та існують при обласному акіматі і масліхаті.
| Регіон                              | Казахською                                 | російська                                   | Іншою              |
| ----------------------------------- | ------------------------------------------ | ------------------------------------------- | ------------------ |
| Казахстан                           | Єгемен Казакстан                           | Казахська правда                            |                    |
| Акмолинська область                 | Арка ажари                                 | Акмолинська правда                          |                    |
| Актюбінська область                 | Актобе (газета)                            | Актюбінський вісник                         |                    |
| Алматинська область                 | Жетису (газета)                            | Вогні Алатау                                |                    |
| Атирауська область                  | Атирау (газета)                            | Прикаспійська комуна                        |                    |
| Західно-Казахська область           | Орал Өңірі                                 | Приуралля                                   |                    |
| Жамбильська область                 | Акжол (газета)                             | Знамено Праці (газета, Жамбильська область) |                    |
| Карагандинська область              | Орталиқ Қазақстан                          | Індустріальна Караганда                     |                    |
| Кизилординська область              | Сир бойи                                   | Кизилординські вісті                        |                    |
| Костанайська область                | Костанай тани                              | Наш Костанай                                |                    |
| Мангістауська область               | Маңғистау газеті                           | Вогні Мангістау                             |                    |
| Туркестанська область               | Оңтүстік Қазақстан (газет)                 | Південний Казахстан (газета)                | Жанубий Қозоғістон |
| Павлодарська область                | Сариарқа самали                            | Зірка Приіртишшя (газета)                   |                    |
| Північноказахстанська область       | Солтүстік Қазақстан                        | Північний Казахстан                         |                    |
| Східноказахстанська область         | Дідар (газета)                             | Рудний Алтай (газета)                       |                    |
| Алмати                              | Алмати ақшами                              | Вечірній Алмати                             |                    |
| Астана                              | Астана ақшами                              | Вечірня Астана                              |                    |
| Шимкент                             | Шимкент келбеті                            | Панорама Шимкента                           |                    |
| Жезказганська область               | Жезқазған Туи / перейменований на Сариарка | Жезказганська правда                        |                    |
| Тургайська область (Казахстан)      | Торгай тани                                | Тургайская новь                             |                    |
| Семипалатинська область (Казахстан) | Семей тани                                 | Іртиш (газета)                              |                    |
| Талдикурганська область             | ?                                          | ?                                           |                    |
| Кокшетауська область                | ?                                          | ?                                           |                    |

## Щоденні
| Газета                           | Мова                | Наклад |
| -------------------------------- | ------------------- | ------ |
| Казахстанська правда             | російська           | 113850 |
| Єгемен Казахстан                 | казахська           | 202000 |
| Літер                            | російська           | 30000  |
| Айкин                            | казахська           | 30000  |
| Час                              | російська           | 131975 |
| Известия-Казахстан               | російська           | 6500   |
| Комсомольська правда - Казахстан | російська           | 45000  |
| Закуп Інфо                       | казахська-російська | 100000 |

## Щотижневі
| Газета                       | Мова                    | Наклад |
| ---------------------------- | ----------------------- | ------ |
| Білімді ел — Освічена країна | казахська і російський  |        |
| Панорама                     | російська               | 17200  |
| Караван                      | російська               | 50000  |
| Жас Алаш                     | казахська               | 92300  |
| Деловая неделя               | російська               | 20150  |
| Аргументи і факти            | російська               | 38000  |
| Нове покоління               | російська               | 35500  |
| Республіка                   | російська               |        |
| Мегаполіс                    | російська               | 16500  |
| Central Asia Monitor         | російська та англійська | 14100  |
| Діловий Казахстан            | російська               | 12000  |
| Бізнес і влада               | російська               | 32000  |
| Туркестан                    | казахська               | 13100  |
| Deutsche Allgemeine Zeitung  | німецька та російська   | 2200   |
| Ана тили                     | казахська               | 18100  |
| Ак жол - Казахстан           | казахська               | 30000  |
| The Kazakhstan Monitor       | англійська              | 16000  |
| The Almaty Herald            | англійська              | 10000  |
| Курсив                       | російська               | 13500  |
| Юридична газета              | казахська і російська   | 32000  |

## Агентства новин
- Ак Жаїк
- Ірбіс
- Казекон
- Хабар
- Tengrinews.kz
- Діловий Казахстан (DK News Agency)
- NUR. KZ